# Badjoki (Ebone)
Pour les articles homonymes, voir Badjoki.
Badjoki est un village camerounais situé dans la région du Littoral, dans le département du Moungo et dans l'arrondissement du Nlonako.

## Population et développement
En 1966, la population de Badjoki était de 92 habitants, essentiellement des Baneka. Lors du recensement de 2005, elle était de 129 habitants dont 28 habitants pour Badjoki I et 121 pour Badjoki II.